# زلزال فلوريس 1982
زلزال فلوريس هو زلزال ضرب جزيرة فلوريس في إندونيسيا في 25 ديسمبر 1982، مسجلاً قوته 5.9 درجة وفقًا للمركز الدولي للزلزال. تسبب الزلزال في انهيارات أرضية وورد أنه مصحوب بكارثة تسونامي. تسبب الزلزال في مقتل 13 شخصًا وإصابة 390 شخصًا وتدمير 1875 منزلاً، وحوالي 121 مبنى آخر. تضررت قريتا لياهونج وأويونج بارانج بسبع ثوان من الاهتزاز.
تقع جزر سوندا الصغرى في منطقة ذات زلازل متكررة، وهناك تاريخ من أمواج تسونامي في المنطقة. يمكن أن يكون كل من غرس الصفيحة الأسترالية والقشرة في بحر فلوريس مسئولين عن هذا النشاط.
تم إخلاء المناطق الخمس الأكثر تضررا من 6.000 شخص. تم التماس الحكومات المحلية والإقليمية للحصول على إمدادات مثل الخيام والأدوية والمواد الغذائية. وأعقب الزلزال هزات ارتدادية عديدة.
في عام 1992 ضرب زلزال بقوة 7.8 درجة الجزيرة. كان الزلزال الأكثر دموية في العام، حيث قتل ما يقرب من 2500 شخص.